# 派系主义
派系主义（葡萄牙語：Fraccionismo），又称尼托派或尼托主义，正式名称是安人运行动委员会—FAPLA-人民部队，是安哥拉历史上的一个具有正统共产主义性质的政治组织，由安哥拉人民解放运动领导人尼托·阿尔维斯领导。
“派系主义”是1975年安哥拉独立后在安哥拉人民解放运动内部形成的反对派组织，反对安哥拉总统阿戈什蒂纽·内图。1977年5月27日，尼托·阿尔维斯在罗安达尝试发动政变。由于行动计划不周，未能赢得民众支持，以及古巴军队自1975年以来在安哥拉执行为安哥拉政府提供军事支持的“卡洛塔行动”，导致政变没有成功。
尽管“派系主义”政变失败，1977年5月27日的政变尝试促使安哥拉人民解放运动和安哥拉人民共和国进行深刻的结构性变革，例如两者均正式采纳马克思列宁主义作为官方意识形态，直至1990年。